# Minanapis
Minanapis is een geslacht van spinnen uit de  familie van de Anapidae (Dwergkogelspinnen).

## Soorten
- Minanapis casablanca Platnick & Forster, 1989
- Minanapis floris Platnick & Forster, 1989
- Minanapis menglunensis Lin & Li, 2012
- Minanapis palena Platnick & Forster, 1989
- Minanapis talinay Platnick & Forster, 1989